# Fiabilitat (semiconductors)

La funció de fallades "corba de la banyera" (blava, línia sòlida superior) és una combinació d'un risc decreixent de fallada primerenca (línia de punts vermella) i un risc creixent de fallada per desgast (línia de punts grocs), a més d'un risc constant de fallada aleatòria (verd, línia sòlida inferior).

La fiabilitat dels dispositius semiconductors es pot relacionar amb la corba de la taxa de fallada anomenada: corba de la banyera.
La fiabilitat dels dispositius semiconductors es pot resumir de la següent manera:
1. Els dispositius semiconductors són molt sensibles a les impureses i partícules. Per tant, per fabricar aquests dispositius és necessari gestionar molts processos alhora que es controla amb precisió el nivell d'impureses i partícules. La qualitat del producte acabat depèn de la relació de moltes capes de cada substància que interacciona en el semiconductor, inclosa la metal·lització, el material de xip (llista de materials semiconductors) i el paquet.[3]
2. Els problemes dels microprocessos i les pel·lícules primes s'han d'entendre completament com s'apliquen a la metal·lització i la unió per fils. També cal analitzar els fenòmens superficials des de l'aspecte de les pel·lícules primes.
3. A causa dels ràpids avenços de la tecnologia, molts dispositius nous es desenvolupen utilitzant nous materials i processos, i el temps del calendari de disseny és limitat a causa de les limitacions d'enginyeria no recurrents, a més de preocupacions del temps de sortida al mercat. En conseqüència, no és possible basar nous dissenys en la fiabilitat dels dispositius existents.
4. Per aconseguir una economia d'escala, els productes semiconductors es fabriquen en gran volum. A més, la reparació de productes semiconductors acabats no és pràctica. Per tant, la incorporació de la fiabilitat en l'etapa de disseny i la reducció de la variació en l'etapa de producció s'han convertit en essencials.
5. La fiabilitat dels dispositius semiconductors pot dependre del muntatge, l'ús, les condicions ambientals i de refrigeració. Els factors d'estrès que afecten la fiabilitat del dispositiu inclouen gas, pols, contaminació, voltatge, densitat de corrent, temperatura, humitat, tensió mecànica, vibració, xoc, radiació, pressió i intensitat dels camps magnètics i elèctrics.

Mecanismes de fallada induïts per l'estrès:
1. Electromigració – moviment induït elèctricament dels materials en el xip.
2. Burnout – sobreestrès localitzat.
3. Atrapament d'electrons calents – a causa de l'excés de velocitat en els circuits de RF de potència.
4. Tensió elèctrica – descàrrega electroestàtica, camps electromagnètics elevats (HIRF), sobretensió de tancament, sobreintensitat.